# Switch (Debitkarte)
Switch war ein nationales Debitkartensystem in Großbritannien.
Das 1988 von einigen britischen Großbanken eingeführte System war, neben dem Schwesterprodukt Solo, vor der Einführung der wie eine Debitkarte funktionierenden Varianten gängiger Kreditkarten, namentlich Visa Debit in den frühen 1990ern, die einzige in Großbritannien erhältliche Debitkarte und erfreute sich somit großer Beliebtheit und nahezu flächendeckender Verbreitung.
Switch zeichnete sich dadurch aus, dass im Gegensatz zu Solo auch Offline-Transaktionen an Kassen sowie im Gegensatz zu etwa deutschen Debitkarten auch die Nutzung im Fernabsatz (Versandhandel, Internet) früh ermöglicht wurde. Switch-Karten waren meistens hochgeprägt (embossed), da im Falle technischer Störungen der Rückgriff auf die Erstellung eines Belastungsbelegs mit einem Imprinter erlaubt war. In den 2000er-Jahren wurde die "Chip & PIN" (EMV)-Technologie auch bei den britischen Switch/Maestro-Karten  eingeführt.

## Migration zu Maestro
Im Jahre 2002 wurde beschlossen, das System in das internationale Maestro-Netz zu integrieren, um auch die Nutzung im Ausland zu ermöglichen. Seitdem können britische Switch-Karteninhaber weltweit bei allen Maestro-Akzeptanzstellen bargeldlos zahlen. Umgekehrt gilt dies allerdings nur bedingt, da die Zahlungen in Großbritannien bis 2011 teilweise immer noch über das alte Switch-Hintergrundsystem abgewickelt wurden. Ausländische Maestro-Karten wurden an solchen Kassen nicht akzeptiert.
Dies sorgte immer wieder für Verwirrung, da ein Kunde an den britischen Akzeptanzstellen mittlerweile nur noch das einheitliche Maestro-Logo sieht, dabei jedoch nicht erkennen kann, ob es sich jeweils um eine "echte" Maestro-Kasse (die alle in- und ausländischen Maestro-Karten akzeptiert) oder technisch gesehen noch um eine Switch-Kasse (die ausschließlich britische Karten verarbeiten kann) handelt. 
Letztlich hat eine vollständige Migration zu Maestro, wie sie beispielsweise in Österreich, der Schweiz und den Niederlanden erfolgreich durchgeführt wurde, erst im Jahr 2011 stattgefunden, als die letzten Sonderregelungen zu "UK Domestic Maestro" (UKDM) entfielen. Vielmehr wurden die Switch-Karten lediglich im Rahmen eines Co-Branding um die Maestro-Funktionalität erweitert, wobei Markenname und Logo von Switch verschwanden.
Zwischenzeitlich ist die Anzahl der in Großbritannien ausgestellten Maestro-Karten stark zurückgegangen. Nur noch wenige Institute wie Clydesdale Bank und Al Rayan Bank stellen noch Maestro-Karten aus. Der Markt wird nunmehr von Visa Debit und Debit MasterCard dominiert. Einzelne Banken wie Halifax stellen an Kunden mit geringer Bonität Karten des Systems Visa Electron aus.